# Große Haube

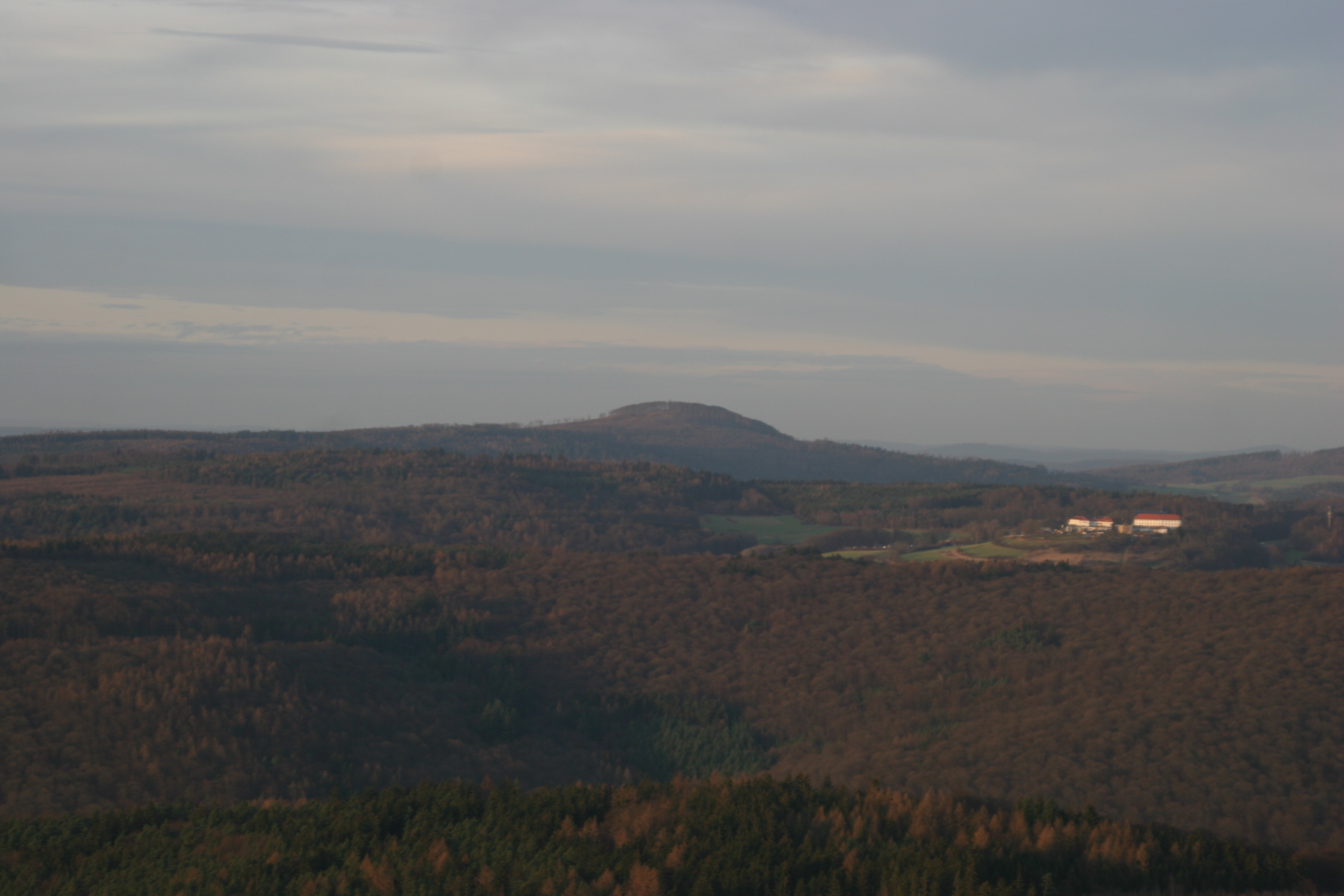
Blick vom Dreistelzbergturm (AT) nach Norden zur Großen Haube; rechts das Kloster Volkersberg (bei Volkers)

Die Große Haube (auch Mottener Haube bzw. nur Haube genannt) bei Motten, auf der Grenze des hessischen Landkreises Fulda und des bayerischen Landkreises Bad Kissingen, ist ein 658,1 m ü. NHN hoher Berg in der Rhön.

## Geographie

### Lage
Die Große Haube erhebt sich am Westrand der Rhön auf der Grenze der Naturparks Bayerische Rhön im Osten und Hessische Rhön im Westen und ist Teil des Biosphärenreservats Rhön.
Über ihren Gipfel verläuft die Grenze von Bayern im Osten und Hessen im Westen. Nordöstlich befindet sich der Kernort der bayerischen Gemeinde Motten, im Westen liegt das hessische Dorf Heubach, ein südöstlicher Gemeindeteil von Kalbach.
Nordöstlich wird der Berg von einem Oberlaufabschnitt des Fliede-Zuflusses Döllau (bayerischer Name des Döllbachs) passiert, südöstlich von einem solchen der „Kleinen Sinn“ (bayerischer Name der Schmalen Sinn; Zufluss der Sinn). Westlich des Bergs verläuft der Döllau-Zufluss Schmidtwasser.
Ihr südsüdwestlicher Ausläufer ist die ebenfalls auf der bayerisch-hessischen Grenze gelegene Kleine Haube (592,5 m; 1.075 m entfernt).

### Naturräumliche Zuordnung
Die Große Haube gehört in der naturräumlichen Haupteinheitengruppe Osthessisches Bergland (Nr. 35), in der Haupteinheit Vorder- und Kuppenrhön (353) und in der Untereinheit Kuppenrhön (353.2) zum Naturraum Brückenauer Kuppenrhön (353.20).

## Schutzgebiete
Auf der Großen Haube liegen Teile des bayerischen Landschaftsschutzgebiets Bayerische Rhön (CDDA-Nr. 396113; 959,8 km² groß) und des hessischen LSG Frauenstein (CDDA-Nr. 378454; 1968 ausgewiesen; 35,33 km²).

## Aussichtsturm

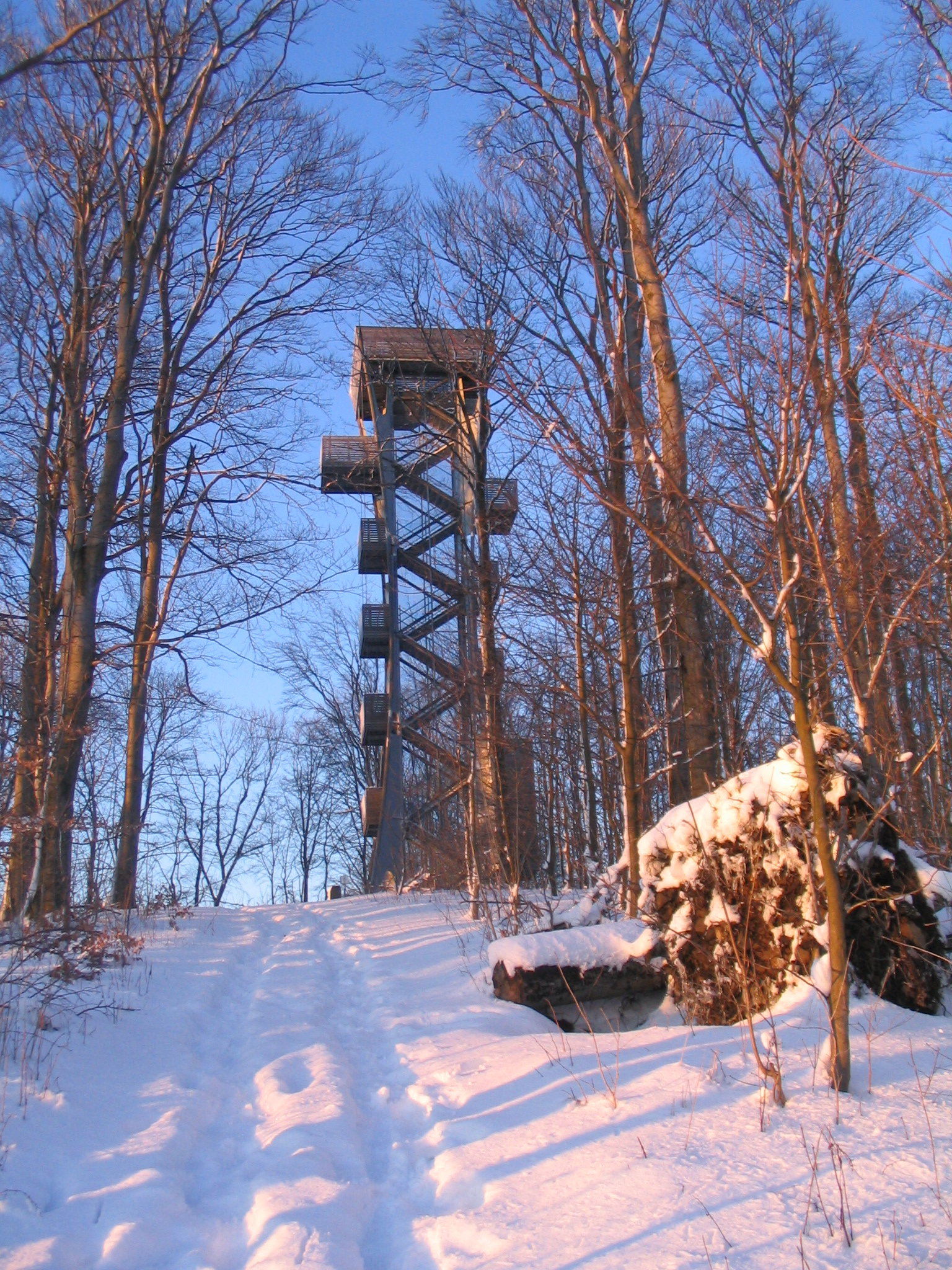
Aussichtsturm auf der Großen Haube

Wenige Meter östlich des Gipfels der bewaldeten Großen Haube, also auf bayerischem Boden, wurde 2004 bis 2005 ein 23,8 m hoher Aussichtsturm wiedererrichtet, der eine umfassende Rundschau bietet: In einem Bogen von Nordost nach Süd erkennt man Milseburg, Wasserkuppe, Dammersfeldkuppe, Kreuzberg, Großen und Kleinen Auersberg sowie den Dreistelzberg. Im Südwesten breitet sich der Spessart aus. Bei sehr klarem Wetter erkennt man im Westen den Taunus, im Nordwesten den Vogelsberg und im Norden das Knüllgebirge.

## Verkehr und Wandern
Nördlich vorbei an der Großen Haube führt die Verbindungsstraße Motten–Uttrichshausen (Landesstraßen 2432–3430), östlich verläuft durch Motten und Kothen die Bundesstraße 27, südlich windet sich − jenseits der Kleinen Haube − eine schmale Straße von Kothen nach Heubach und westlich führt − jenseits der Bundesautobahn 7 − die L 2304 von Heubach nach Uttrichshausen, so dass man den Berg umfahren kann. Über den Gipfel führt die Haubentour, ein 20 km langer Rundwanderweg um Heubach, der im Zusammenhang mit dem Hochrhöner angelegt wurde und diesem in allen Qualitätskriterien entspricht. Über den Sattel zwischen Großer und Kleiner Haube verläuft der Klosterweg (HWO6), ein Wanderweg des Rhönklubs von Schlüchtern nach Mellrichstadt.